# Francis Annesley
Francis Annesley (27. listopadu 1740 – 19. prosince 1802) byl anglo-irský politik a 1. hrabě Annesley.

## Život
Narodil se 27. listopadu 1740 jako syn Williama Annesley, 1. vikomta Glerawly a jeho manželky Lady Anne Beresford, dcery Marcuse Beresforda, 1. hraběte z Tyrone. Byl členem parlamentu pro Downpatrick. Dne 2. září 1770 po smrti svého otce zdědil titul vikomt Glerawly a dostal místo v Irské sněmovně lordů. Dne 17. srpna 1789 byl pro něj vytvořen titul hrabě Annesley z Castlewellanu.
Zemřel 19. prosince 1802 svobodný a bezdětný.